# Sông Saint Lawrence
Sông Saint Lawrence (tiếng Pháp: Fleuve Saint-Laurent; tiếng Tuscarora: Kahnawáʼkye; tiếng Mohawk: Kaniatarowanenneh, nghĩa là "đường thủy lớn") là một con sông lớn chảy từ phía tây nam lên phía đông bắc ở phía đông lục địa Bắc Mỹ, thông Ngũ Đại hồ với Đại Tây Dương. Đây là hệ thống rút nước chính của lưu vực Ngũ Đại hồ. Sông chảy qua các tỉnh Ontario và Québec. Một đoạn sông là biên giới quốc tế giữa Ontario, Canada và tiểu bang New York, Hoa Kỳ. Sông Saint Lawrence dài 1197 km.

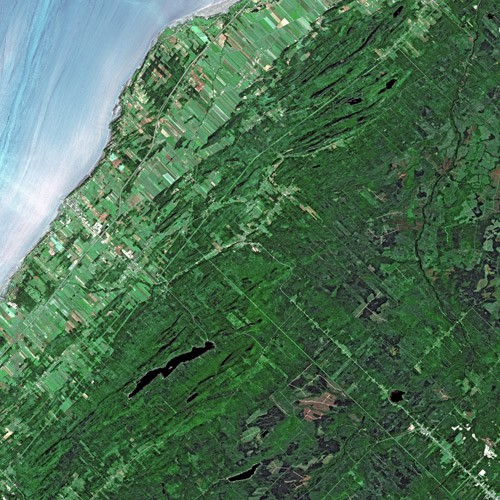
Sông Saint Lawrence nhìn từ vệ tinh

Sông Saint Lawrence bắt nguồn từ hồ Ontario chỗ thu hẹp lại thành sông ở địa điểm giữa Kingston, Ontario bên bờ bắc, đảo Wolfe ở giữa dòng và Cape Vincent, New York bên bờ nam. Từ đó sông này chảy qua Gananoque, Brockville, Ogdensburg, Massena, Cornwall, Montreal, Trois-Rivières, và Thành phố Quebec trước khi đổ vào vịnh Saint Lawrence.